# Daniel Hidalgo
Daniel Alexander Hidalgo Guevara (Tingo María, departamento de Huánuco, 30 de agosto de 1982) es un exfutbolista peruano. Jugaba de centrocampista defensivo.

## Clubes
| Club                 | País | Año       |
| -------------------- | ---- | --------- |
| Alianza Universidad  | Perú | 2004      |
| Tambillo Grande      | Perú | 2005-2006 |
| Deportivo Ingeniería | Perú | 2006      |
| CNI                  | Perú | 2007      |
| Deportivo Hospital   | Perú | 2007      |
| Tecnológico          | Perú | 2008-2009 |
| Los Caimanes         | Perú | 2010-2012 |
| León de Huánuco      | Perú | 2013      |
| Los Caimanes         | Perú | 2014-2015 |
| Sport Loreto         | Perú | 2016      |